# Mișcarea de rezistență nordică
Mișcarea de rezistență nordică (NRM; în suedeză Nordiska motståndsrörelsen; în bokmål Nordiske motstandsbevegelsen; în nynorsk Nordiske motstandsrørsla; în finlandeză Pohjoismainen Vastarintaliike; în islandeză Norræna mótstöðuhreyfingin; în daneză Den nordiske modstandsbevægelse) este o mișcare neonazistă panscandinavă⁠(d), respectiv partid politic în Suedia. Aceasta are filiale în Suedia, Norvegia, Finlanda, Danemarca și membri în Islanda. Mișcarea a fost interzisă în Finlanda, însă decizia a fost atacată în instanță. NRM este caracterizată drept o organizație teroristă din cauza activităților paramilitare, nerespectarea regimului armelor și a planului de abolire a democrației.

## Structură
În decembrie 1997, Klas Lund și membri ai fostei rețele neonaziste Rezistența Ariană⁠(d) (în suedeză Vitt Ariskt Motstånd) au înființat Mișcarea de rezistență suedeză (în suedeză Svenska Motståndsrörelsen) alături de editorii revistei neonaziste Folktribunen și membri ai organizației neofasciste Nationell ungdom⁠(d) (în română Tineretul național) la scurt timp după ce au fost eliberați din închisoare.
În 2016, Mișcarea de rezistență nordică a fost înființată prin unirea a mai multe filiale din Suedia, Finlanda și Norvegia; filiala daneză a fost eventual desființată. NRM militează pentru o suspendare completă a programelor de imigrație din statele scandinave și repatrierea celor care nu sunt nord-europeni. Concomitent, organizația promovează auto-sustenabilitatea țărilor nordice și părăsirea Uniunii Europene.
La 28 februarie 2018, The Verge⁠(d)a declarat că Discord a suspendat o serie de servere neonaziste și alt-right, inclusiv cel al Mișcării de rezistență nordică după ce au încălcat termenii de utilizare.

## Suedia
Mișcarea de rezistență suedeză (în suedeză Svenska motståndsrörelsen) a fost înființată de Klas Lund, se află la momentul curent sub conducerea lui Simon Lindberg, iar aripa sa politică este administrată de Pär Öberg. Organizația este cunoscută în Suedia pentru poziția sa anti-imigrație. SMR ocupă o poziție importantă pe scena supremațistă din această țară. Scopul Mișcării de rezistență nordică este înființarea unui guvern nordic totalitar prin intermediul alegerilor sau unei revoluții.
Organizația susține că punerea în aplicare a ideilor sale necesită vărsare de sânge.
SMR a lăudat ideilor lui Adolf Hitler și Corneliu Zelea Codreanu în publicațiilor lor. Principalele tactici ale grupului sunt distribuirea de broșuri și organizarea unor discursuri publice în zonele centrale ale orașelor. Aceștia publică materiale în revista Nationellt Motstånd.
În noiembrie 2003, poliția suedeză⁠(d) a percheziționat casele liderilor organizației, printre care era și casa lui Lund care mai târziu avea să fie condamnat pentru posesie ilegală de arme de foc.
În decembrie 2013, membri înarmați ai Mișcării de rezistență nordică au atacat persoane care participau la o manifestație antirasistă în Stockholm.
În cadrul alegerilor din 2014, doi membri ai NRM care candidau pentru partidul Democrații Suedezi au fost aleși în consiliile municipale din Ludvika și Borlänge.
Un an mai târziu, NRM a fost înregistrat în mod oficial ca partid politic în Suedia sub conducerea purtătorului de cuvânt Pär Öberg.
Trei persoane care aveau legături cu filiala suedeză a Mișcării de rezistență nordică au fost condamnați la închisoare pe 7 iulie 2017 pentru comiterea a trei atacuri cu bombă în Göteborg în noiembrie 2016 și ianuarie 2017. Atacatorii au atacat decizia în instanță.

## Finlanda
Suomen Vastarintaliike (în română Mișcarea de rezistență finlandeză) este filiala finlandeză a Mișcării de rezistență nordice. A fost înființată de Esa Henrik Holappa. Liderul curent este Antti Niemi. Una dintre principalele tactici de propagandă ale grupului a fost răspândirea de stickere și postere. Membrii iau parte la exerciții de pregătire militară organizate de către grup. Mișcarea de rezistență finlandeză este considerată extrem de violentă și cunoscută pentru atacurile sale împotriva participanților la evenimentele antirasiste și pro-lgbt.
Pe 30 noiembrie 2017, tribunalul districtului Pirkanmaa a interzis Mișcarea de rezistență nordică în Finlanda. Organizația a fost interzisă pe motiv că „încălca în mod flagrant principiile bunelor practici”. Decizia a fost atacată în instanță și nu a fost aplicată. O cerere a poliției de a interzice temporar organizația a fost respinsă. În septembrie 2018, curtea de apel din Turku a interzis grupul. În martie 2019, Curtea Supremă a decis interzicerea temporară a grupului.
Biroul Național de Investigații⁠(d)suspectează că Mișcarea de rezistență nordică continuă să activeze sub denumirileKohti Vapautta⁠(d) și Soumalaisapu.